# 院宮分国制
院宮分国制（いんぐうぶんこくせい）とは、院や女院、中宮、斎宮などに除目の際に特定の令制国の受領を推挙する権利を与え、そこから経済的利益の配分を受けることで俸禄の代わりとする制度。主に院司が受領に任じられて任国に下って知行国（院分国）を支配した。平安時代から南北朝時代にかけて置かれていた。
その由来については淡路国に流された淡路廃帝大炊親王（淳仁天皇）のために同国の官物・庸調が廃帝の生活に充てられ、平城京に籠った平城上皇のために大和国の田租・地子稲が生活に充てられたもの、更にその後導入された親王任国を制度の嚆矢とする説もあるが、延喜8年（908年）に宇多上皇のために信濃国が与えられ、10年後に更に武蔵国が与えられたのが最古の例と考えるのが妥当とされている。その後、初めて女院となった東三条院藤原詮子に対しても上皇と同じような待遇が許され、更に久安2年（1146年）鳥羽上皇皇后藤原得子（近衛天皇生母・後の美福門院）に越前国が与えられたのを機に后妃や斎宮にも同様に認められるようになった。
ただし、令制国から何を得たのかについては2つに分かれており、任命された受領の俸禄の一部とする説と受領が徴収した租税などの収入の一部とする説が存在する。前者とすると院らの収入が少なすぎる上に任命された受領にとってのメリットも無くなるために後者であろうと考える説が有力であるが、詳細は不明である。
いずれにしても平安時代後期には令制国における収入が滞り、複数国の知行を受ける例が増加する。受領の任期は通常4年であったが、院らは持ち回りによって毎年のように別個の令制国の受領を任じた（4ヶ国の知行国があれば、毎年別の国の受領を推挙・任命することになる）ために「年分受領」とも呼ばれるようになった。